# 莱昂·科尔特斯·卡斯特罗
利昂·科爾特斯·卡斯特羅（西班牙語：León Cortés Castro，1882年12月8日—1946年3月3日），哥斯达黎加政治家，1936年至1940年担任哥斯达黎加总统。
在他的任内引入了新的银行改革，支持哥斯大黎加南太平洋省份香蕉种植，並建設了克波斯區和戈爾菲托區的港口。他領導的政府常被稱为「铁棍和水泥政府」，因其任內開展各種建設項目，包括建造前拉萨巴纳国际机场。他是先前幾任持保守觀點的哥斯大黎加總統的最後一位，他曾考虑进行改革，以使他能够争取连任总统，但由于宪法禁止连任，他最终退缩了。 他的继任者是拉斐爾·安赫爾·卡爾德隆·瓜迪亞，卡爾德隆在其任內打破传统著手改革，大幅扩大了社会国家的范围。任總統前，曾于1929年至1930年担任教育部长，1932年至1935年担任农业部长。
在圣何塞省有一个以他的名字命名的萊昂科爾特斯卡斯特羅縣，在圣何塞，在哥斯达黎加艺术博物馆前矗立着一座他的纪念碑。